# Bludenzer Tage zeitgemäßer Musik
El Bludenzer Tage zeitgemäßer Musik es un festival internacional de música contemporánea que se celebra en Bludenz (Austria) desde 1988. "Cerca de 200 estrenos mundiales han tenido lugar en el marco del festival en las últimas décadas". El objetivo del festival es hacer audible la música contemporánea en Bludenz.
Los comisarios fueron Georg Friedrich Haas y Alexander Moosbrugger. Desde 2014, la compositora italiana Clara Iannotta es la responsable del programa.